# Bleda (Hun)
Bleda (ca. 390 - 445) was een broer van Attila. Ze waren de zonen van Mundzuk, die de broer was van Octar en Rugila; het was Rugila die de Hunnen in 432 verenigde. Bleda en Attila volgden Rugila op na diens dood in 434. Bleda regeerde elf jaren over het rijk der Hunnen. 
In 434 waren de Hunnen in onderhandeling met keizer Theodosius II over de terugkeer van enkele stammen die bescherming hadden gezocht binnen het Romeinse Rijk. Het volgende jaar ontmoetten Attila en Bleda een keizerlijke delegatie in Margus (het huidige Požarevac) en ze sloten een voor de Hunnen succesvol verdrag: de gevluchte stammen werden door de keizer weer teruggestuurd, de oorspronkelijke jaarlijkse schatting van 114,5 kilo goud die aan de Hunnen werd betaald, werd verdubbeld, Hunse handelaren kregen toegang tot de markten in het Oost-Romeinse Rijk, en de keizer moest voor elke krijgsgevangen Romein een losgeld betalen. In ruil hiervoor keerden de Hunnen terug naar hun eigen gebieden. Keizer Theodosius greep de nieuwe periode van rust aan om de stadsmuren van Constantinopel te versterken en de grensverdediging langs de Donau te verbeteren.
De eerstvolgende vijf jaren richtten de Hunnen zich op het rijk van de Sassaniden, maar een nederlaag in Armenië leidde ertoe dat ze hun aandacht weer op Europa vestigden. In 440 verschenen ze aan de grenzen van het Romeinse Rijk en vielen handelsposten langs de Donau aan. Ze gaven de Romeinen de schuld van het niet nakomen van het eerdere verdrag, en ze beschuldigden de bisschop van Margus voor het schenden van graven van de Hunnen. Vervolgens voerden ze aanvallen uit op forten en steden.
De Romeinse grensverdediging was verzwakt, omdat Theodosius troepen had verplaatst vanwege de inname van Carthago door de Vandaalse koning Geiserik in 440 en de invasie van Armenië door de Sassaniden. Hierdoor konden Atilla en Bleda in 441 ongehinderd de Balkan binnentrekken en ze namen verschillende steden in. In 442 kreeg Theodosius de kans om zijn troepen uit Afrika terug te roepen en met nieuwe financiële middelen de strijd tegen de Hunnen op te pakken. Hij weigerde dan ook om in te gaan op de eisen van de Hunnen.
Atilla en Bleda reageerden in 443 met een nieuw offensief. Ze namen diverse steden in, zoals Naissus (Niš), Serdica (Sofia), Philippopolis (Plovdiv) en Arcadiopolis (Lüleburgaz). Buiten de muren van Constantinopel vernietigden ze het Romeinse leger, maar ze hadden geen geschikte belegeringswerktuigen om de sterke stadsmuur te doorbreken. Theodosius erkende zijn verlies en moest een nieuw verdrag sluiten met de Hunnen: de keizer moest 2000 kilo goud afdragen, de jaarlijkse schatting werd verdrievoudigd, en de losgelden voor Romeinse gevangenen werd verhoogd. De Hunnen keerden weer terug naar hun eigen rijk. 
Volgens Jordanes zou Bleda rond 445 tijdens de jacht zijn vermoord door zijn broer Atilla, waarna Atilla alleenheerser werd van het rijk. Sommige bronnen melden echter dat Bleda probeerde zijn broer te vermoorden maar dat Atilla op tijd reageerde en zo Bleda ombracht.

## Trivia
- Na de campagne van 441 had Bleda de Moorse dwerg Zerco aan zijn hof, op wie hij zeer gesteld was. Hij liet voor hem een harnas op maat maken, zodat hij mee kon als er strijd werd geleverd.